# Ludovico III. Gonzaga
Ludovico III. Gonzaga iz Mantove, zapisan tudi kot Lodovico (tudi Ludovico II., 5. junij 1412–12. junij 1478), je bil vladar italijanskega mesta Mantova od leta 1444 do smrti leta 1478. 

## Življenjepis
Ludovico je bil sin Gianfrancesca I. Gonzage in Paole Malateste.
Ludovico je sledil poti svojega očeta Gianfrancesca, ki se je že leta 1432 boril kot kondotjer, ko je bil Gianfrancesco pomočnik komandanta vojske Francesca Bussona. Leta 1433 se je poročil z Barbaro Brandenburško, nečakinjo cesarja Sigismunda. 
Leta 1436 (morda brez odobritve svojega očeta) je dobil službo pri družini Visconti v milanski vojvodinji. Posledica je bila, da je Gianfrancesco izgnal Ludovica iz Mantove skupaj z ženo in za naslednika imenoval Carla Gonzago. Leta 1438 pa je Gianfrancesco najel Viscontijeve in se leta 1441 pomiril z Ludovicom. Ludovico je napredoval in postal markiz Mantove leta 1444 , čeprav je del družinskih fevdov pripadel njegovim bratom Carlu, Gianlucidu in Alessandru. Takrat se je država Mantova zmanjšala in po letih vojne in zaradi velikih stroških tudi oslabela.
Od 1445 do 1450 je bil Ludovico kondotjer za Milano, Firence, Benetke in Neapelj, menjal je svojo zvestobo, da bi zagotovil višjo stopnjo miru za svojo deželo. Leta 1448 je sodeloval v bitki pri Caravaggiu in bil prisiljen pobegniti. Leta 1449 je vstopil v službo Benetk, v zvezo s Firencami, proti Milanu. Leta 1450 je dobil dovoljenje za vodenje vojske za kralja Alfonsa Neapeljskega v Lombardiji, da bi dobil nekaj lastnine zase. Francesco I. Sforza, nov vojvoda Milana, mu je obljubil Lonato, Peschiero in Asolo, prej Mantova, ter nato del Benetk. Benetke so prepustile mesto Castiglione delle Stiviere (1452) Ludovicovemu bratu Carlu.
14. junija 1453 je Ludovico preusmeril Carla v Goito, vendar so beneški vojaki, ki jih je vodil Niccolò Piccininom, preprečili poskus ponovne pridobitve Asole. Mir iz Lodija (1454) je Ludovica zavezal, da vrne vse zasedeno ozemlje in se dokončno odreče svoji zahtevi do treh mest. Toda po  smrti brata Carla leta 1456, je dobil vso njegovo zemljo.
Trenutek največje časti za Mantovo je bil koncil v mestu od 27. maja 1459 do 19. januarja 1460, ki ga je sklical papež Pij II., da je sprožil križarsko vojno proti otokom osmanskih Turkov, ki jih je leta prej osvojil Konstantinopel.  Papež ni bil zadovoljen z mestom, ki jih je  gostilo, in je zapisal: "Mesto je bilo močvirno in nezdravo, vročina je vse požgala, vino ni bilo dobro, hrana pa je bila neužitna." Toda zborovanje se je končalo z noto, ki je dvignila Ludovicov ugled, saj je njegov sin Francesco postal kardinal. 
Od leta 1466 je Ludovico bolj ali manj delala za družino Sforza iz Milana. Umrl je v Goitu leta 1478 zaradi bolezni. Pokopan je bil v stolnici v Mantovi.

## Izobrazba in kulturna prilagoditev
Po ukazu očeta je bilo Ludovicovo izobraževanje zaupano humanistu Vittorinu iz Feltreja. Vittorino je prevzel "težko delo zaradi skupnosti za ... izobraževanje dobrega princa bi koristilo ljudem, ki jim je vladal". Učenje je bilo izrazito moralno in religiozno, "skoraj vaja laičnega asketizma". Tako to utemeljuje umetnostni učenjak Franco Borsi. Ni le vera pripomogla k temu, da je Ludovico ustanavljal cerkve in gostil Pija II., ampak tudi skrb za humanistično kulturo, javna dela v mestu, od tlakovanja ulic in gradnje stolpa z uro ter prenove središča mesta. Med znanimi humanisti, povabljenimi v mesto, je bil Firenčan Leon Battista Alberti, ki je zasnoval cerkev svetega Boštjana in cerkev svetega Andreja. Leta 1460 je Andreo Mategno imenoval za dvornega umetnika družine Gonzaga.
Ludovica je v Arhitekturni razpravi iz okoli leta 1465 predstavil florentinski kipar in arhitekt Antonio di Pietro Averlino (okoli 1400– okoli 1469), bolj znan kot Filarete.  Razprava ima obliko platonskega dialoga z neimenovanim arhitektom (očitno sam Filarete), ki gradi novo mesto za knežjega pokrovitelja (očitno Francesco Sforza iz Milana). V dialogu razširi razpravo, ko jih obišče še en gospodar, Ludovico: njegova vloga v dialogu je prepričati Sforzo, da je bila napaka, da je  pokazal naklonjenost "sodobni arhitekturi", s katero je mišljena gotska arhitektura. Potem ko je videl antično arhitekturo v Rimu, pa naj daje prednost taki arhitekturi, tudi Filarete poskuša prepričati svojega pokrovitelja.

## Otroci
Ludovico III. in Barbara sta imela 14 otrok:
- Federico (1438? – umrl v zgodnjem otroštvu),
- Maddalena (1439? – umrla v zgodnjem otroštvu),
- Elisabetta (1440? – umrla v zgodnjem otroštvu),
- Federico I. (1441–1484), markiz Mantove,
- Francesco Gonzaga (1444–1483), kardinal,
- Paola Bianca (1445–1447), umrla v zgodnjem otroštvu,
- Gianfrancesco (1446–1496), grof Sabbionete in gospodar Bozzola,
- Susanna (1447–1481), nuna v samostanu svete Pavle v Mantovi,
- Dorotea (1449–1467), poročena z Galeazzom Maria Sforzo, milanskim vojvodo,
- Cecilia (1451–1472), nuna v samostanu svete Karle v Mantovi,
- Rodolfo (1452–1495), gospodar Castiglione delle Stiviere, Solferina, Suzzara in Poviglio; prvič poročen z Antonio Malatesta in potem s Caterino Pico. Njun pravnuk je bil Alojzij Gonzaga,
- Barbara (1455–1503), poročena 1474 z Eberhardom I., vojvodo Württemberškim,
- Ludovico (1460–1511), škof Mantove,
- Paola (1463–1497), poročena z Leonhardom, goriškim grofom.

Poleg tega je imel Ludovico III. dve nezakoniti hčeri: Caterino (žena Gianfrancesca Secca, grofa Calcia) in Gabriello (žena Corrada Foglianija, markiza Vighizzola).
Menda so imele hčere Barbare in Ludovica III. grbo, zato je Susanna odklonila Galeazza Mario Sforzo, zakonska zveza z Dorotejo je bila odložena, dokler milanski dvor ni ugotovil, da njene fizične težave niso tako hude kot pri njeni najstarejši sestri. Leonhard iz Gorice je tudi zaradi tega odložil poroko s Paolo. Na koncu sta se le poročila, a je bil otrok mrtvorojenec.